# (35715) 1999 FD32
1999 FD32 (asteroide 35715) é um asteroide da cintura principal. Possui uma excentricidade de 0.15959390 e uma inclinação de 3.02202º.
Este asteroide foi descoberto no dia 19 de março de 1999 por LINEAR em Socorro.